# Aspatharia divaricata
Aspatharia divaricata é uma espécie de bivalve da família Mutelidae.
Pode ser encontrada nos seguintes países: Tanzânia e Uganda.
Os seus habitats naturais são: lagos de água doce.